# Tribseer
Tribseer ist ein Stadtgebiet im Zentrum von Stralsund. Es ist in die Stadtteile Tribseer Vorstadt, Tribseer Siedlung, Tribseer Wiesen und Schrammsche Mühle gegliedert. Im Jahr 2022 lebten hier 10.460 Menschen.

OSM-Karte des Stadtgebiets Tribseer (2023)

## Geschichte
Das im Stadtteil Tribseer Vorstadt gelegene Rostocker Werk, eine sternförmige Schanze, wurde in den 1860er Jahren als Teil der Verteidigungsanlagen Stralsunds errichtet, sie war von Wassergräben und Erdwällen umgeben. Nach der Entfestung der Stadt Stralsund wurden hier Bäume gepflanzt. Das Rostocker Werk wurde 1997 in die Liste der Baudenkmale in Stralsund mit der Nummer 92 aufgenommen.
Von 1993 bis 2019 wurden in der Tribseer Vorstadt ca. 400 Wohnhäuser gebaut.
Die Schrammsche Mühle an der Rostocker Chaussee, die einem der vier Stadtteile den Namen gab, wurde Anfang der 1990er Jahre abgerissen, hier entstand ein Einkaufszentrum.
Nach 1998 wurde südöstlich der Tribseer Siedlung mit der Erschließung von Baugebieten begonnen. In dem Stadtteil Tribseer Wiesen entstanden zahlreiche Einfamilienhäuser.

## Verkehr
Im Stadtgebiet liegt der Stralsunder Hauptbahnhof. Von dort aus gibt es eine Eisenbahnstrecke in Richtung Rostock sowie eine Strecke in Richtung Berlin bzw. Rügen, deren Gleise sich durch die Tribseer Vorstadt ziehen.
Bedeutende Straßen im Stadtgebiet sind der Carl-Heydemann-Ring als Teil der Landesstraße 213, die Rostocker Chaussee, der Tribseer Damm und die Barther Straße. Begrenzt wird das Stadtgebiet im Westen von der Kreisstraße 26 und vom Schwarzen Weg, im Südwesten von der Bundesstraße 105, im Südosten von der Bundesstraße 96 und im Osten von der Bahnstrecke.

## Einwohner
| Jahr | Tribseer (gesamt) | Tribseer Vorstadt | Tribseer Siedlung | Tribseer Wiesen | Schrammsche Mühle | Stralsund (gesamt) |
| ---- | ----------------- | ----------------- | ----------------- | --------------- | ----------------- | ------------------ |
| 1992 | 12.206            | 7.205             | 4.693             | 098             | 210               | 70.851             |
| 1996 | 10.858            | 6.116             | 4.472             | 0108            | 162               | 63.860             |
| 2000 | 10.035            | 5.441             | 4.077             | 0424            | 093               | 60.135             |
| 2004 | 09.597            | 5.041             | 3.732             | 0720            | 104               | 58.283             |
| 2008 | 09.418            | 4.939             | 3.557             | 0827            | 095               | 57.081             |
| 2012 | 09.599            | 5.039             | 3.487             | 0972            | 101               | 57.415             |
| 2016 | 10.163            | 5.302             | 3.481             | 1.251           | 129               | 59.139             |
| 2020 | 10.451            | 5.526             | 3.478             | 1.317           | 130               | 59.290             |

## Einrichtungen
Der Stralsunder Hauptbahnhof stellt den Eisenbahn-Verkehrsknotenpunkt der Stadt dar.
Von 1936 bis 1937 wurde die Lutherkirche in der Tribseer Siedlung gebaut.
In der Tribseer Vorstadt steht ein Verwaltungsgebäude, das als Landratsamt vom Landkreis Vorpommern-Rügen genutzt wird. Hier war bis zur „Wende“ die Kreisverwaltung für den Kreis Stralsund, dann das Arbeitsamt untergebracht. Die Bundesagentur für Arbeit bezog einen Neubau am Carl-Heydemann-Ring/Tribseer Damm.

## Sport
- Stadion an der Kupfermühle